# Centro Nacional de las Artes (República de China)
Centro Nacional de las Artes, también conocido como Weiwuying, (衛武營國家藝術文化中心) es un centro cultural ubicado en el distrito de Fengshan, Kaohsiung, República de China. Es la instalación cultural más grande de la República de China, el teatro de artes escénicas más grande del mundo bajo un solo techo y el primer recinto nacional de artes escénicas en el sur del país. La planificación, preparación y construcción estuvieron supervisadas por la Oficina Preparativa del Centro de Artes y Cultura Weiwuying, tras su finalización, se convirtió en una de las sedes del Centro Nacional de Artes.
El edificio principal fue diseñado por la arquitecta neerlandesa Francine Houben e incluye cuatro salas de espectáculos cubiertas: una Ópera con 2236 asientos, una sala de Conciertos con 1981 asientos, un Teatro (Playhouse) con 1209 asientos y una sala de recitales con 434 asientos. En el lado sur, hay un teatro al aire libre que conecta con el césped central del Parque Metropolitano de Weiwuying, con capacidad para 30 000 personas en presentaciones al aire libre. La sala de conciertos está equipada con un órgano de tubos de 9085 tubos, lo que lo convierte en el órgano de tubos más grande de Asia. Fue construido por Klais Orgelbau en Alemania. En su inauguración, el recinto fue alabado por The Guardian como el "mayor complejo artístico del planeta".

## Historia
El Parque Metropolitano de Weiwuying fue en su momento una base militar en desuso durante la dinastía Qing y la época colonial japonesa. En 1979 el Consejo Militar del Kuomintang determinó que el campamento ya no era adecuado para fines militares, lo que llevó a su clausura. En 2003, se inició con el proyecto con la idea de reurbanizar el área con una estructura “tres en uno” que consistiera en un parque metropolitano, un centro de artes y un distrito comercial.
El parque metropolitano ocupa un área de 66,6 hectáreas, de las cuales el Centro Nacional de las Artes Weiwuying cubre 3,3 hectáreas de área construida sobre un total de 9,9 hectáreas. El 15 de marzo de 2006, la Comisión de Construcción Cultural anunció el comienzo de funciones de la Oficina Preparativa del Centro de Artes y Cultura Weiwuying e inició la planificación para las obras. En 2007, la firma de diseño arquitectónico Mecanoo Architecten ganó los derechos de diseño y construcción.
El 2 de abril de 2014 se estableció oficialmente el Centro Nacional de las Artes. En enero de 2015 se creó el “Equipo Promotor de Operaciones Weiwuying” para llevar a cabo las preparaciones necesarias para la apertura del recinto. El proyecto de construcción fue completado y finalizado a finales de octubre de 2017. El 10 de septiembre de 2018, el Ministerio de Cultura transfirió oficialmente la administración del recinto al Centro Nacional de las Artes, marcando su establecimiento formal. El 13 de octubre de 2018 se celebró la ceremonia inaugural con un concierto, marcando la apertura oficial del centro cultural.

## Arquitectura
El centro fue construido sobre una superficie de 9,9 hectáreas, con una superficie de piso de 3,3 hectáreas. Su diseño aerodinámico, en forma de ola y de color blanco con curvas onduladas, está integrado con el entorno circundante. La arquitecta Francine Houben incorporó el diseño del bosque de banianos de Weiwuying, permitiendo que el público accediera al recinto desde todas las direcciones.
El techo presenta una superficie curvada de 35 000 m², construida con 4500 paneles de aleación de aluminio, lo que convierte al complejo en el centro de espectáculos más grande del mundo bajo un solo techo. Para cumplir con los requisitos acústicos del auditorio, la estructura emplea simultáneamente hormigón armado, estructura de acero y hormigón armado reforzado con acero. Las paredes interiores principales son superficies curvas con revestimiento de acero que se extienden desde el suelo hasta el techo sin límites definidos. Este revestimiento incorpora el estilo de la artesanía tradicional naval de Kaohsiung y se integra con la herencia marítima de la ciudad.
Las formas curvas fueron construidas usando técnicas de construcción naval, reflejando la herencia marítima del puerto de Kaohsiung y su histórica industria de construcción de barcos. Se usó un total de 2320 placas de acero para crear una cueva irregular de color blanco plateado, cubriendo un área total de 23 000 m². Dentro del edificio, las cuatro salas de espectáculos y el teatro al aire libre están conectados por la Plaza Banyan.
En diciembre de 2017 recibió el Premio Idea-Tops de Arquitectura Digital; en diciembre de 2018 obtuvo los New York Design Awards; en julio de 2019 recibió los Architizer A+ Awards (Annual Honors, Jury Award y Audience Choice Award en Teatro); también fue destacado en la lista World’s Greatest Places 2019 de TIME Magazine. En 2020 recibió los International Architecture Awards.

## Ópera
La Ópera tiene 2236 asientos y se utiliza principalmente para presentaciones de gran escala como ópera, danza, teatro e interpretaciones interdisciplinarias. El término “Ópera” se refiere a todo tipo de artes escénicas en el escenario, no solo a representaciones operísticas. Es la primera sala en Taiwán que cuenta con una computadora central para asistir en la operación del montaje escénico.
La disposición de los asientos tiene forma de herradura; la planta baja está dividida en cuatro áreas con muros bajos, mientras que el segundo y tercer nivel tienen líneas horizontales. Los asientos combinan colores rojo y púrpura con motivos florales taiwaneses.